# Hövitsman
Hövitsman  (švedsko hövitsman, dansko  høvedsmand, norveško høvedsmand, slovensko poveljnik, glavar, vodja) je starejši skandinavski naziv  osebe, ki je upravljala nek objekt ali območje, na primer kot šerif, guverner, grajski oskrbnik in  podobno.  Izraz je lahko pomenil tudi poveljnika vojaške enote.
V  srednjeveški Danski je kraljevi okrožni høvedsmand skrbel za kraljeve posesti v svojem okrožju. Naziv je imel tudi širši pomen in se je pogosto uporabljal za sodnika in kasneje za okrožnega sodnika.
Na Švedskem je bil v poznem srednjem veku in 16. stoletju hövitsman najpogostejši naziv vojaškega poveljnika, ladijskega kapitana ali admirala. Kasneje je dobil širši pomen. Za hövitsmana kot vodjo države je bil na primer pred kronanjem za kralja razglašen Gustav  Eriksson Vasa. Naziv je lahko pomenil tudi glavo družine, v starejših prevodih Biblije pa poveljujočega rimskega častnika.

## Sklica
1. ↑  SAOB.
2. ↑  Svensk uppslagsbok, Malmö, 1939.

## Vir
- høvedsmann. Store norske leksikon.